# Tuffi ai Giochi della XV Olimpiade - Piattaforma femminile
La competizione della piattaforma femminile  di tuffi ai Giochi della XV Olimpiade si è svolta nei giorni 1º e 2 agosto 1952 allo stadio olimpico del nuoto di Helsinki.

## Programma
| Data           | Round          | Note                                    |
| -------------- | -------------- | --------------------------------------- |
| 1º agosto 1952 | Qualificazioni | 4 tuffi liberi. I migliori 8 in finale. |
| 2 agosto 1952  | Finale         | 2 tuffi liberi.                         |

## Risultati

### Qualificazioni
| Pos. | Atleta                         | Nazione          | Punteggio singoli tuffi | Punteggio singoli tuffi | Punteggio singoli tuffi | Punteggio singoli tuffi | Totale |
| Pos. | Atleta                         | Nazione          | 1º                      | 2º                      | 3º                      | 4º                      | Totale |
| ---- | ------------------------------ | ---------------- | ----------------------- | ----------------------- | ----------------------- | ----------------------- | ------ |
| 1    | Pat McCormick                  | Stati Uniti      | 11,68                   | 12,16                   | 12,41                   | 15,00                   | 51,25  |
| 2    | Paula Myers                    | Stati Uniti      | 10,72                   | 10,40                   | 11,90                   | 11,20                   | 44,22  |
| 3    | Juno Stover-Irwin              | Stati Uniti      | 11,04                   | 9,44                    | 9,52                    | 13,60                   | 43,60  |
| 4    | Nicole Péllissard-Darrigrand   | Francia          | 10,37                   | 12,00                   | 12,54                   | 8,68                    | 43,59  |
| 5    | Tatyana Vereina-Karakashiyants | Unione Sovietica | 9,60                    | 11,59                   | 10,37                   | 11,70                   | 43,26  |
| 6    | Phyllis Ann Long               | Gran Bretagna    | 9,12                    | 9,90                    | 11,21                   | 13,00                   | 43,23  |
| 7    | Diana May Spencer              | Gran Bretagna    | 9,31                    | 12,35                   | 11,70                   | 9,80                    | 43,16  |
| 8    | Yevgeniya Bogdanovskaya        | Unione Sovietica | 11,59                   | 11,70                   | 9,86                    | 7,52                    | 40,67  |
| 9    | Eva Pfarrhofer                 | Austria          | 10,24                   | 8,17                    | 12,40                   | 9,45                    | 40,26  |
| 10   | Carlota Ríos                   | Messico          | 6,72                    | 11,04                   | 11,20                   | 10,80                   | 39,76  |
| 11   | Masami Miyamoto                | Giappone         | 7,84                    | 7,20                    | 11,34                   | 9,86                    | 36,24  |
| 12   | Valerie Lloyd-Chandos          | Gran Bretagna    | 9,76                    | 8,80                    | 10,03                   | 6,80                    | 35,39  |
| 13   | Irma Lozano                    | Messico          | 10,26                   | 10,71                   | 7,56                    | 4,80                    | 33,33  |
| 14   | Ninel' Krutova                 | Unione Sovietica | 10,40                   | 10,45                   | 8,80                    | 2,70                    | 32,35  |
| 15   | Fernanda Martini-Pautasso      | Svizzera         | 9,12                    | 6,84                    | 9,76                    | 4,32                    | 30,04  |

### Finale
| Pos. | Atleta                         | Nazione          | Qualificazione | Punteggio singoli tuffi | Punteggio singoli tuffi | Totale |
| Pos. | Atleta                         | Nazione          | Qualificazione | 1º                      | 2º                      | Totale |
| ---- | ------------------------------ | ---------------- | -------------- | ----------------------- | ----------------------- | ------ |
| 1    | Pat McCormick                  | Stati Uniti      | 51,25          | 12,16                   | 15,96                   | 79,37  |
| 2    | Paula Myers                    | Stati Uniti      | 44,22          | 12,92                   | 14,49                   | 71,63  |
| 3    | Juno Stover-Irwin              | Stati Uniti      | 43,60          | 13,87                   | 13,02                   | 70,49  |
| 4    | Nicole Péllissard-Darrigrand   | Francia          | 43,59          | 11,21                   | 14,28                   | 69,08  |
| 5    | Phyllis Ann Long               | Gran Bretagna    | 43,23          | 11,56                   | 8,40                    | 63,19  |
| 6    | Tatyana Vereina-Karakashiyants | Unione Sovietica | 43,26          | 12,16                   | 5,67                    | 61,09  |
| 7    | Diana May Spencer              | Gran Bretagna    | 43,16          | 6,72                    | 10,88                   | 60,76  |
| 8    | Yevgeniya Bogdanovskaya        | Unione Sovietica | 40,67          | 7,98                    | 8,85                    | 57,50  |